# بليندا لي
بليندا لي (بالإنجليزية: Belinda Lee)‏ هي ممثلة بريطانية، ولدت في 15 يونيو 1935 في المملكة المتحدة، وتوفيت في 12 مارس 1961 بسان بيرناردينو في الولايات المتحدة بسبب حادث مرور. بدأت مشوارها المهني سنة 1954.

## وصلات خارجية
- بليندا لي على موقع IMDb (الإنجليزية)
- بليندا لي على موقع مونزينجر (الألمانية)
- بليندا لي على موقع ألو سيني (الفرنسية)
- بليندا لي على موقع أول موفي (الإنجليزية)
- بليندا لي على موقع قاعدة بيانات الأفلام السويدية (السويدية)
- بليندا لي على موقع إن إن دي بي (الإنجليزية)
- بليندا لي على موقع قاعدة بيانات الفيلم (الإنجليزية)
- بليندا لي على موقع كينوبويسك (الروسية)